# Aventoft
Aventoft (dánul: Aventoft, frízül: Oowentoft) egy község a német-dán határon, Észak-Frízföldi járásban, Schleswig-Holsteinban. A település 2. számú tartományi úton fekszik és nem messze található a településtől az 5. szövetségi út is. Lakosainak száma 448 fő (2019.szeptember.30.). 

## Története
Az Aventoft egy halászfalu volt egy geestinsel tó a Wiedau folyó mentén. A korábban Dániához tartozó település az 1500-as években több nagyerejű vihar és áradás következtében a folyó medert változtatott és ezáltal szárazföldi kapcsolat alakult ki a német területekkel, ám az évszázadok folyamán mindig nagy vízzel elárasztott területek vették körül a települést egészen míg a 20. században a hatékony vízelvezetés lehetővé tette a környező termőföldek használatát.

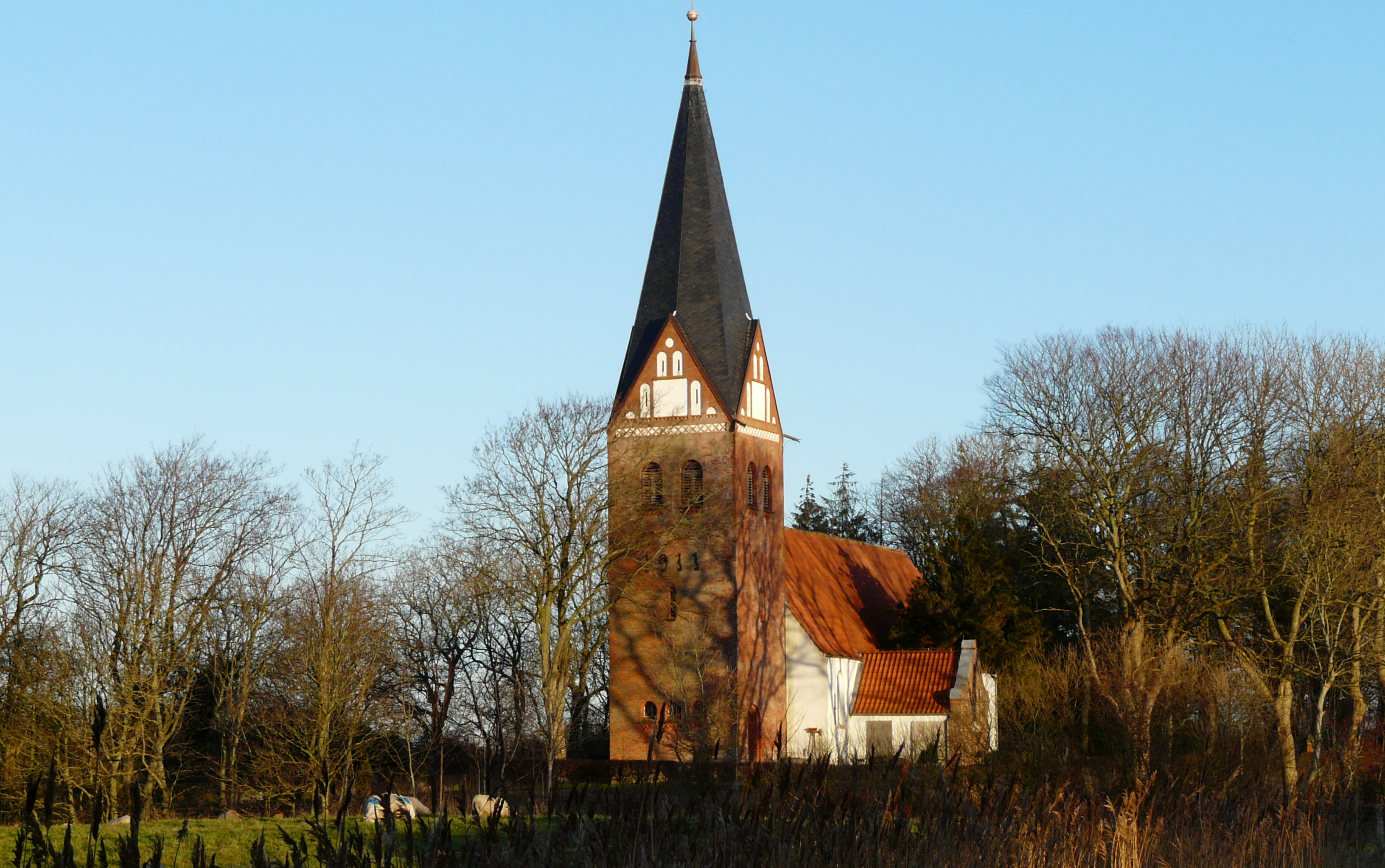
A falu temploma

A falu első templomát a 13. században építették. A neoromán stílusú tornyot csak később, 1911-ben építették hozzá.

## Politika
A 2013. május 26-i önkormányzati választásokon az UWG-t 64,5 százalékkal és hat, az SSW-vel pedig 35,5 százalékkal és három mandátummal megválasztották. A részvételi arány 56,1 százalék volt.

### Polgármester
Christine Harksen (UWG) a jelenlegi polgármester aki már 1994 óta ötödször tölti be ezt a tisztséget.

## Népesség
A település népességének változása:
| Lakosok száma | 520  | 489  | 463  | 448  | 427  | 416  | 413  |
|               | 1975 | 2014 | 2017 | 2019 | 2021 | 2022 | 2023 |

## Gazdaság
Számos kiskereskedelmi vállalkozás telepedett le az egykori halászfaluba, amelynek vásárlóinak a többsége Dániából származik

## Látnivalók

### Siklórepülőtér
Az Aventoftban található a németországi legészakabb siklórepülőtere, amelynek hangárában található a legidősebb még mindig repülő németországi siklórepülőgép, a Göppingen Gö-3 "Minimoa".

### Könyvek határok nélkül
Hay-on-Wye angol könyvfalu példáját követve az Aventoft-ban épült az első, határokon átnyúló könyvfalu, a „könyvek határok nélkül”. Időközben a könyvek átköltöztek Ladelundba, kissé távolabb keletre. A "Könyvek határok nélkül" szövetségnek, amely átvette a könyvfalu szervezését, helyhiány miatt költözni kellett. Az Aventoftban gyűjtött könyvek többsége Ladelundban található.

## Híres személyek
- Carsten Redlef Volquardsen (1824–1875), filozófus
- Svend Andersen (1948-), evangélikus teológus

## Fordítás
Ez a szócikk részben vagy egészben a Aventoft című német Wikipédia-szócikk fordításán alapul. Az eredeti cikk szerkesztőit és forrásait annak laptörténete sorolja fel.